# Ansegis (Bischof)
Ansegis († 25. November 883) war von 871 bis 883 Erzbischof von Sens.

## Leben
Ansegis, ein Benediktinermönch, war Abt von St.-Michel in Beauvais und ab 871 Erzbischof von Sens. Er war ein Vertrauter des westfränkischen Königs Karl des Kahlen, der ihn mehrfach mit Gesandtschaften beim Papst betraute. Nach der Kaiserkrönung Karls, 875, wurde Ansegis von Papst Johannes VIII. zum Apostolischen Vikar von Gallien und Germanien ernannt. Er hatte das Recht Synoden einzuberufen und als Vermittler zwischen Papst und den Bischöfen zu wirken. Dieser Anspruch wurde jedoch von den westfränkischen Bischöfen, besonders Hinkmar von Reims, zurückgewiesen. Auch wenn der Anspruch nicht durchgesetzt werden konnte, führten die Erzbischöfe von Sens bis ins 20. Jahrhundert den Titel Galliae et Germanorum primas. 879 krönte Ansegis Karls Enkel Ludwig III. und Karlmann.